# قاضی‌القضات

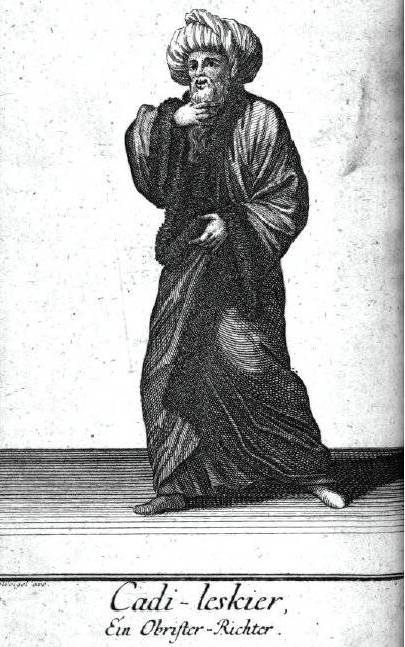
قاضه القضات لسکیر

قاضی‌القضات (یا سرداور) یا رئیس قوه قضائیه یک منصب دینی و دنیایی اسلامی در دوران عباسیان که در دوران خلافت هارون رشید به وجود آمد. صاحب این مقام که یک عالم دینی آگاه به قوانین شرع است، بالاترین مقام قضایی حکومت اسلامی بوده و بر قاضی‌های دیگر ریاست دارد. انتخاب قضات مناطق و ولایات معمولاً توسط قاضی القضات صورت می‌گرفته‌است. بعد از گسترش دولت اسلامی و تنوع ادارات دولت، نیاز به این مقام آشکار شد.